# Guelmino Valéria
Guelmino Valéria (Óbecse, 1926. április 29.–) festő.

## Életpályája
1940 és 1945 között tanítóképzőt végzett Szarajevóban, Zomborban és Szabadkán. Ezt követően tanári oklevelet kapott 1950-ben, az újvidéki Tanárképző Főiskola képzőművészeti szakán levelező hallgatóként. 1945 és 1950 között általános iskolában tanított Óbecsén és Zentán, majd gimnáziumi tanár volt Zentán 1950 és 1976 között.
1959-től a Zentai Művésztelep résztvevője. 

## Kiállításai
- Kb. 40 csoportos kiállításon szerepelt.

## Egyéni kiállításai
- 1976 Újvidék
- 1977, 1979, 1987 Zenta.